# 納迪伊夫卡
48°13′44″N 34°45′13″E / 48.22889°N 34.75361°E
納迪伊夫卡（烏克蘭語：Надіївка），至2016年舊名日丹諾韋（烏克蘭語：Жданове），是烏克蘭中部第聶伯羅彼得羅夫斯克州第聶伯羅區的一個鎮，隸屬索洛內市鎮，處於莫克拉蘇拉河左岸，分別距離蘇爾斯科-米哈伊利夫卡2公里和彼得里夫斯凱2.5公里，海拔高度79米，2001年人口1,170。